# A-37蜻蜓式攻擊機

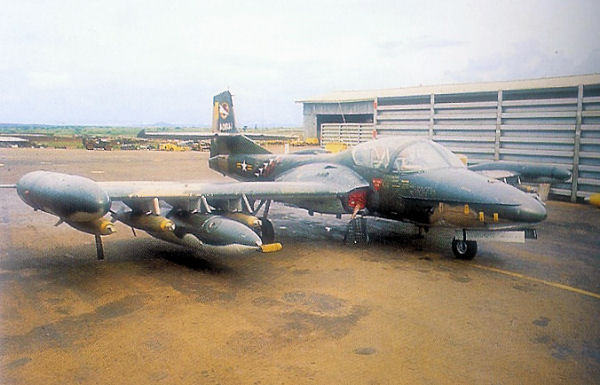
1969年，南越空軍的A-37B攻擊機，位於藩朗空軍基地

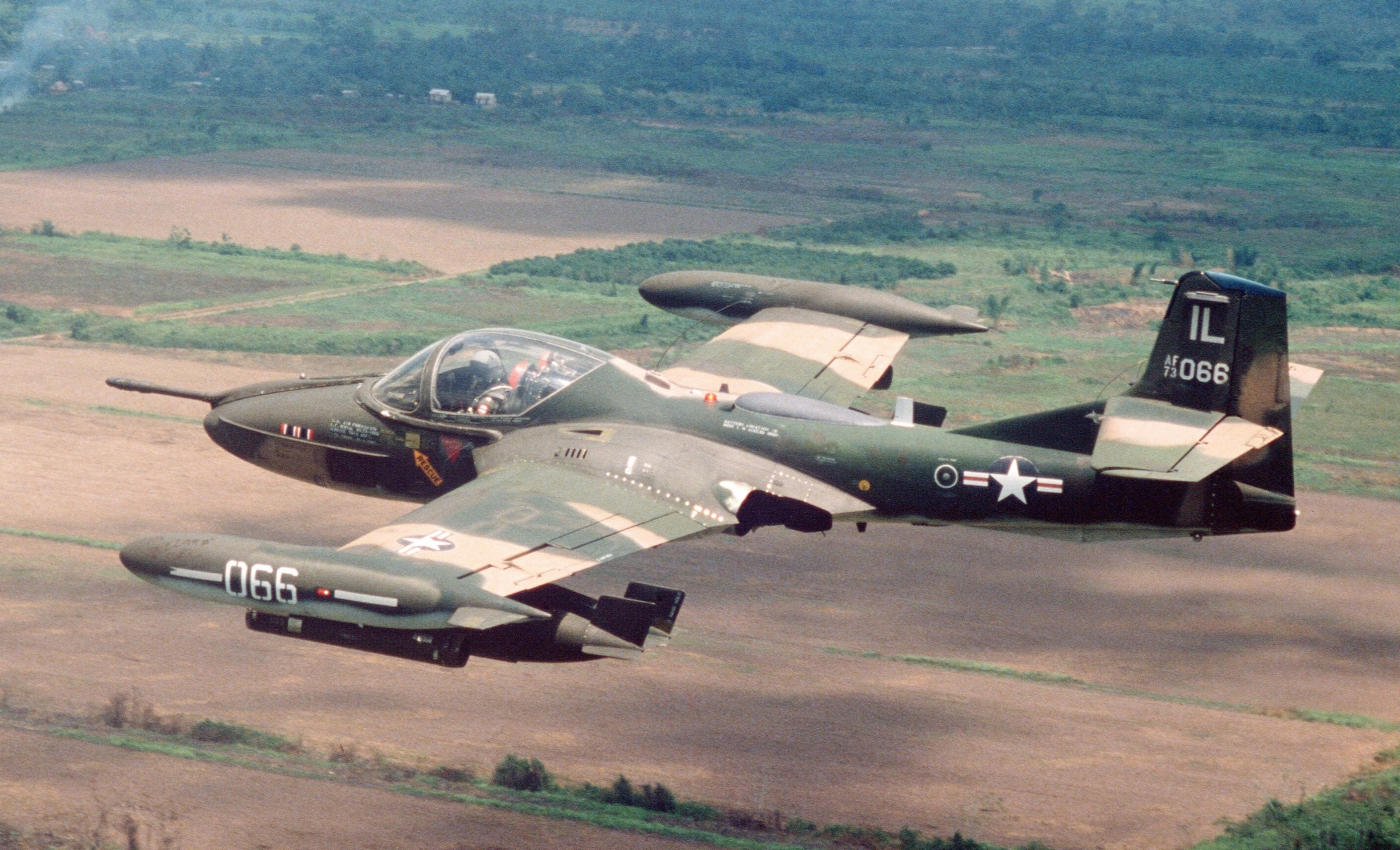
1985年5月14日，美國伊利諾州空軍國民警衛隊的OA-37B蜻蜓式攻擊機在宏都拉斯參與代號GRANADERO I的演習

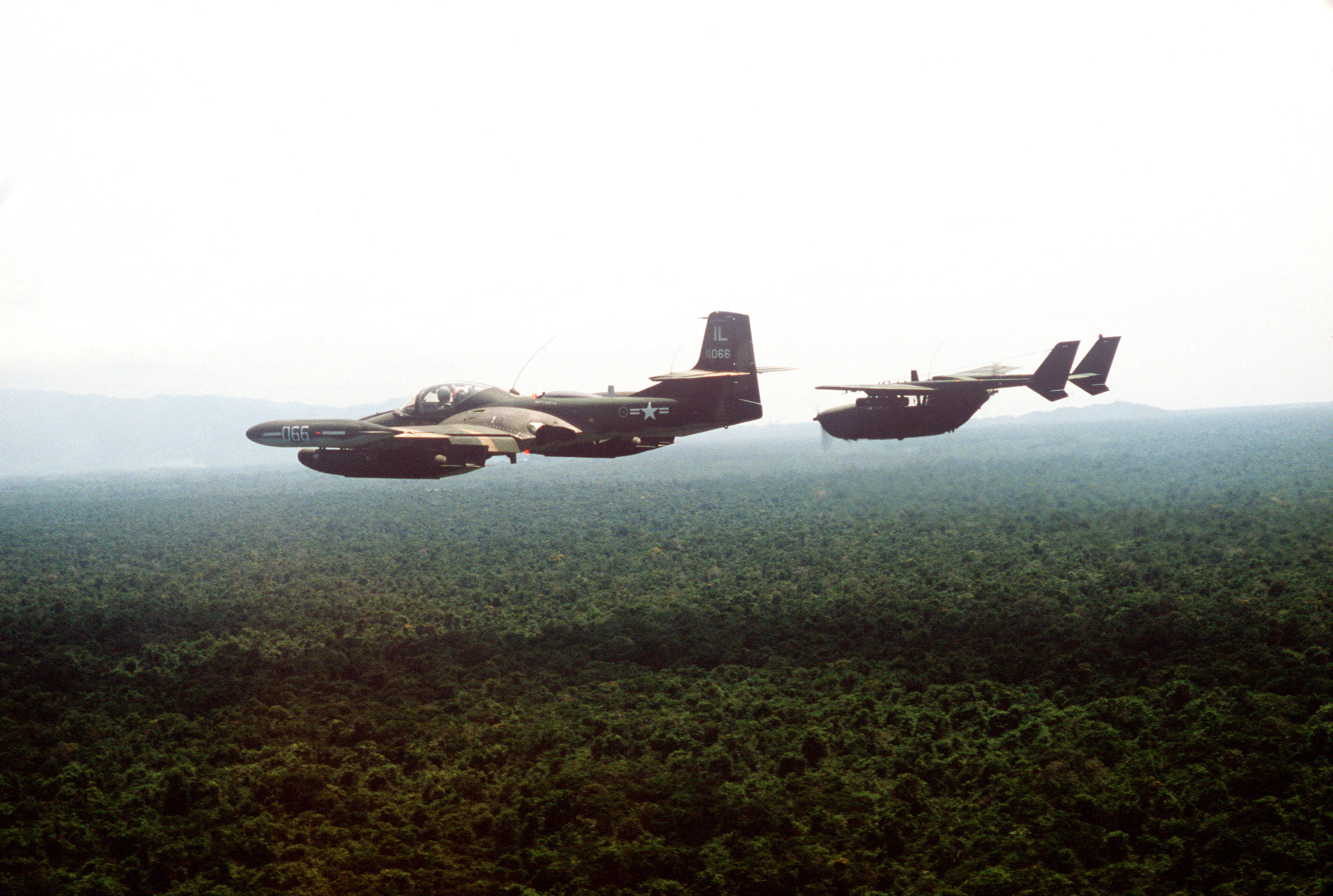
1985年5月14日，美國駐巴拿馬空軍的OA-37B蜻蜓式攻擊機與O-2A觀測機在宏都拉斯參與代號GRANADERO I的演習

A-37蜻蜓式攻擊機是以1957年進入美國空軍服役的T-37鳴鳥式教練機為基礎開發的攻擊機，其作用主要用作應對越共游擊隊，越戰結束後，除了本土的空軍國民警衛隊使用外，大部分被佈署至駐巴拿馬的美國空軍第830航空師，主要任務為維持巴拿馬運河區的防空及對抗毒梟。

## 基本資料
- 乘員：2人
- 機長：8.92米
- 翼展：10.93米
- 機高：2.71米
- 翼面積：17.09平方米
- 空重：2,817公斤
- 最重：6,350公斤

A-37三視圖

- 發動機：2具通用電氣航空J85渦輪噴射發動機（各推力=12.6kN，2,850磅）
- 最快時速：816公里/小時（0.7馬赫）
- 航程：1,572公里
- 昇限：12,730米
- 爬昇率：2,130米/分鐘
- 武裝：1支7.62毫米口徑M134迷你砲機槍+2,575公斤各種武器

## 實戰
本機於1967年投入越戰，由於其優異的低空機動性和高出擊率，在越戰發揮了極大威力，越戰後美國空軍把A-37用於作為二線空軍的空軍國民警衛隊，直至1992年才退役，其他出口到南美洲的A-37繼續參與當地的反游擊戰爭，韓國空軍使用本機作為表演機至2007年

## 使用國家

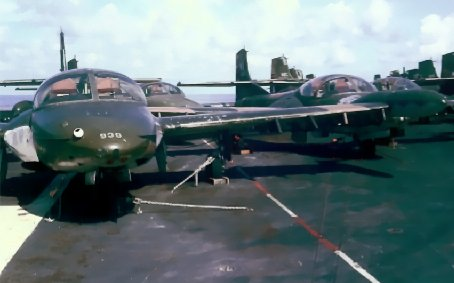
1975年西貢陷落後，飛到中途島號航母上的南越空軍A-37

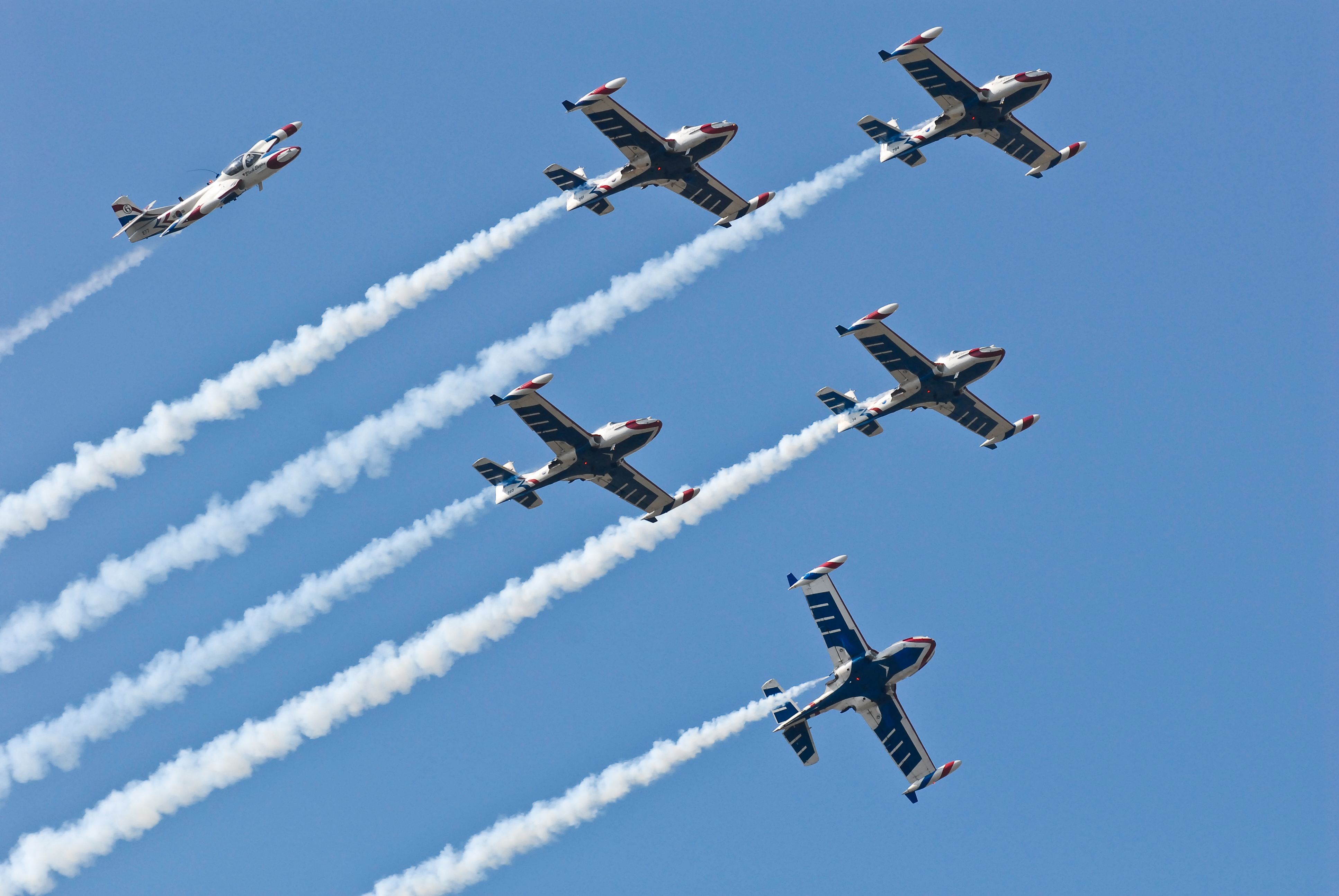
韓國空軍的黑鷹飛行表演隊的A-37編隊

- 美国
- 乌拉圭
- 薩爾瓦多
- 哥伦比亚
- 泰國
- 大韓民國
- 智利
- 越南共和国
- 秘魯

## 外部連結
- A-37攻擊機小傳（页面存档备份，存于）